# Мелинда Адеми
Мелинда Адеми (алб. Melinda Ademi; Косовска Митровица, 19. новембар 1995), позната само као Мелинда, албанска је реперка, певачица и текстописац са Косова и Метохије.

## Биографија
Рођена је 19. новембра 1995. године у Косовској Митровици у албанској породици. Њена породица је напустила Косово и Метохију и преселила се у Сједињене Америчке Државе као избеглице због распада Југославије и рата на Косову и Метохији. Каријеру је заполела 2011. године када се такмичила на певачком такмичењу American Idol, али није остварила значајан успех. Вратила се на исто такмичење две године касније и стигла до полуфинала. Године 2015. објавила је сингл „Purr”, а славу је стекла 2018. када је објавила сингл „Lulija”.

## Стваралаштво
Напоменула је да је велика обожаватељка албанске певачице Ељване Ђате.